# Zoči Voči
Zoči Voči je slovenská rocková hudební skupina z Nitry, která ve své tvorbě vychází z hudebních žánrů jakými jsou metalcore, punk, rock a hardcore. Časem tuto směs stylů obohatili o prvky z popu. Skupina vznikla 9. října 2004 a jejími zakladateli byli Michal Žitňanský (zpěv, kytara) a Filip Miko (zpěv, basová kytara). Později se k nim přidal Vlado Kovár (zpěv, bicí) a nakonec Samo Jančo (zpěv, kytara). Ze začátku hráli převážně coververze skladeb od kapel jako Zóna A nebo Konflikt. Postupně začali připojovat vlastní písně, jejichž autorem je převážně Michal Žitňanský. Dnes převážnou část jejich repertoáru tvoří vlastní tvorba. Koncertní repertoár často doplňují o populární písně, které projdou jejich menší úpravou.

## Historie

### Historie a začátky
Historie kapely Zoči Voči začíná v létě roku 2003. Tehdy se zrodila myšlenka založit kapelu. K dvojici M. Žitňanský a F. Miko se přidal Vlado Kovár jako bubeník. Prvními nástroji, na které hráli, byla španělská kytara a tamburína. Největší oporou a odborným kritikem byl Ing. Ján Žitňanský, který se věnuje hudbě profesionálně ve skupině Profil. Postupně rozšířili chudou nástrojovou základnu o starší elektrické kytary značky Jolana a jednoduchou reprodukční zesilovací aparaturu (15 W kombo a dvě 120 W bedny). Zkušebnou se stala garáž u Žitňanských. Nadšení z hudby a tvorby vysoce vyvažovalo nedostatek nástrojů, například pořádné soupravy bicích, kterou nahrazovala pouze tamburína a různé improvizace. Texty skládal M. Žitňanský. V zimě, a po přesunu z garáže do sklepa, kdy k nástrojům přibyla i basová kytara, se k trojici přidal i Samo Jančo. Název kapely se zrodil v hlavě Michalova bratra Tomáča v říjnu 2004. Na jaře 2005 přibyly mikrofony s mixpultem a nakonec v dubnu i bicí.

### První dema
V roce 2005 bylo nahráno první demo album s 18 skladbami. Díky němu se dostali do povědomí lidí v okolí Nitry. V roce 2007 přibylo druhé demo. Až rok 2009 se může označit pro kapelu jako přelomový. Sama Janča nahrazuje nový kytarista Michal „Coney“ Hes, který hrával i v kapele Jamestown, ale nakonec se rozhodl pro Zoči Voči. Díky zájmu posluchačů začíná kapela koncertovat i v Čechách, přičemž přicházejí nabídky na společné koncertování od jiných kapel. Koncem roku 2009 lídr slovenské kapely Iné Kafe Vratko Rohoň v jednom rozhovoru kapelu zmínil mezi těmi, které by mohly vyplnit místo po nich.

### Koncerty
První koncert se uskutečnil 22. října 2005. První roky koncertování provázely rozpačité reakce publika, kdy podpora přicházela zejména od rodin, přítelkyň a kamarádů. Účinkování na koncertech společně s jinými kapelami bylo formou různé svépomoci a výpomoci mezi kapelami navzájem. V roce 2009 odehrála kapela své první miniturné. V polovině roku 2010 došlo i k poslední změně v sestavě, kapelu po vzájemné dohodě opustil Michal „Coney“ Hes a po několika měsících ho nahradil nový kytarista Ján Pisoni. V této sestavě kapela vystupuje dodnes. V roce 2010 se kapela zúčastnila turné, na kterém společně s kapelami The Paranoid a Problém odehrála 12 koncertů po celém Slovensku, včetně Košic a Prešova. Celkově odehráli přes 60 koncertů. Pozice kapely Zoči Voči na hudební scéně se začala měnit z „předskokanů“ známějších skupin na rovnocennou a plnohodnotnou kapelu, která začala plnit kluby. Na jaře 2011 vyrazili na své první vlastní turné. 

### S tebou jdu dál
Své první album S tebou idem ďalej, kde se nachází 11 písní vlastní tvorby, kapela nahrávala počátkem roku 2010. Úspěšnost debutového alba kapelu podnítila k rozhodnutí, že ke skladbě „Stratený“, která se ale nenacházela na prvním albu, natočí videoklip. Následně byl pod režijní taktovkou Martina Hossy natočený další videoklip k singlu „2012“.

## Styl a motivy textů
Hudební styl by se dal charakterizovat jako směs punku, metalu, metalcore a rocku. Texty a hudbu v kapele tvoří Michal Žitňanský. Poznávacím znamením kapely je melodičnost textů. Melodie je jednoduchá a snadno zapamatovatelná. V textech dominují prvky porovnávání se mezi lidmi, mezilidské vztahy, láska, ale také témata běžného života.

## Vliv na kapelu
Skupina zpočátku vycházela ze slovenské scény, kde byla ovlivněna převážně kapelami jako Iné Kafe, Zóna A a Konflikt. Postupně kapela začala zapojovat prvky skupin jako Rancid, The Distillers a Misfits. Později na kapelu měli vliv kapely jako Hatebreed, Killswitch Engage, Bullet for My Valentine, Bring Me the Horizon nebo Escape the Fate. Kromě vlastní tvorby kapela hraje i coververze známých populárních hitů převážně slovenské scény.

## Členové

### Současní členové
- Michal Žitňanský – vokály, kytara
- Filip Miko – scream, basová kytara
- Vlado Kovár – bicí
- Juraj Štefánik – vokály, kytara
- Miroslav Horský

### Dřívější členové
- Samo Jančo – vokály, kytara
- Michal „Coney“ Hes – vokály, kytara
- Ján Pisoni – vokály, kytara